# Ужар
Ужар је мајстор занатлија који производи ужад, дугачаке и јаке канапе који настају упредањем међусобно повезаним нитима. 

## О занату
У прошлости су ужари били међу водећим занатлијама. Највише се производила ужад за сточарство.
Некада су се ужад правила искључиво од природних материјала, конопље и кудеље, а данас, искључиво од синтетике и пластике. Ужад су тада била сивкаста и једнака а данас купци могу да бирају ужад у различитим бојама.

## Алат и прибор
У свом раду ужар користи:
- сировина од које се прави ужад: конопља, кудеља, пласика...
- нож, маказе
- ужарски точак (коловрат)[3]
- сталак ѕа причвршћивање нити
- кука